# Andreas Katsulas
Andrew C. "Andreas" Katsulas (San Luis, Misuri, 18 de mayo de 1946 - Los Ángeles, California, 13 de febrero de 2006) fue un actor estadounidense.
Nació en San Luis de Ilinueses, Misuri, en el seno de una familia greco-estadounidense de clase obrera, y se interesó desde la infancia por la interpretación. Estudió arte teatral en la Universidad de San Luis y obtuvo un máster en teatro de la Universidad de Indiana. Entre 1971 y 1986, participó en una gira de la compañía internacional de teatro de Peter Brook, actuando en obras de teatro de improvisación por África, Asia y Europa.
Katsulas se mudó a Los Ángeles, California, en 1986. Sus papeles en cine incluyen apariciones en El siciliano, La sombra del testigo, Sunset, Hot Shots! Part Deux, El fugitivo, y Executive Decision.
Entre las películas en las que participó se encuentra "Next Of Kin" con Patrick Swayze y Liam Neeson, donde Andreas Katsulas interpreta al jefe de la mafia italiana, John Isabella.(Crew of "Next Of Kin" en IMDb)
Su interpretación más célebre fue la del narn G'Kar durante toda la serie de ciencia ficción Babylon 5 y sus películas. También participó en otras series de televisión, entre las que destacan Murder, She Wrote, Millennium, Star Trek: La nueva generación, Star Trek: Enterprise y Max Headroom. Actuó como actor de doblaje en el videojuego de PlayStation 2 24: The Game.
A principios de 2005 le fue diagnosticado un cáncer de pulmón incurable. Murió el 13 de febrero de 2006 a los cincuenta y nueve años, dejando su esposa y dos hijos.